# モンルイ＝シュル＝ロワール
モンルイ＝シュル＝ロワール (Montlouis-sur-Loire) は、フランス中央部サントル＝ヴァル・ド・ロワール地域圏アンドル＝エ＝ロワール県東部にある、人口1万人あまりの町（コミューン）である。

## 地理
ロワール川の左岸にあり、ロワール川を挟んで北西にワインの村として名高いヴーヴレと接している。
モンルイ＝シュル＝ロワールなどロワール川左岸の3ヶ村で作られているワインが、AOCモンルイ＝シュル＝ロワールである。